# Răscoala (film)
Răscoala este un film dramatic românesc din 1966 regizat de Mircea Mureșan, ecranizare după romanul lui Liviu Rebreanu cu același nume. În rolurile principale apar actorii: Ilarion Ciobanu, Nicolae Secăreanu, Adriana Nicolescu și Matei Alexandru. Regizorul a câștigat premiul pentru debut la Festivalul Internațional de Film de la Cannes din 1966.
„Ilarion Ciobanu îl întruchipează pe Petre, matur si sobru, deplin stăpân pe mijloacele sale, stăruitor în priviri, ponderat în mișcare, plămădit parcă din lut și piatră.” - Mircea Mureșan - 1965 (Contemporanul)
Prin intermediul țăranului Petre Petre, eroul principal al romanului, sunt relatate evenimente semnificative din timpul răscoalei din 1907, de la declanșare până la înăbușirea ei.

## Distribuție
- Ilarion Ciobanu — țăranul Petre Petre, vizitiul boierului Iuga
- Nicolae Secăreanu — boierul Miron Iuga, proprietarul moșiei Amara
- Adriana Nicolescu — Nadina, soția lui Grigore Iuga, proprietara moșiei Babaroaga
- Matei Alexandru — țăranul pândar Serafim Mogoș
- Emil Botta — țăranul Anton, nebunul satului
- Ion Besoiu — Grigore Iuga, fiul boierului Miron
- Constantin Codrescu — avocatul Alexandru Baloleanu, viitorul prefect liberal
- Ana Felicia Chiriță — țăranca Florica, fata lui Lupu Chirițoiu, iubita lui Petre
- George Aurelian — Boerescu, prefectul conservator al județului
- Gheorghe Trestian — țăranul Leonte Talabă
- Val Săndulescu — țăranul Teodor Strîmbu
- Sandu Sticlaru — plt. Boiangiu, șeful postului de jandarmi
- Ernest Maftei — țăranul pândar Marin Stan
- Colea Răutu — Cosma Butuc, arendașul moșiilor Babaroaga și Lespezi
- Ștefan Mihăilescu-Brăila — Lupu Chirițoiu, logofătul lui Cosma Butuc
- Amza Pellea — căpitan, comandantul trupelor
- Marga Angelescu — mama lui Petre
- Valeriu Valentineanu — directorul băncii (menționat Valentin Valentineanu)
- Cristina Tacoi — țăranca Anghelina
- Gheorghe Cozorici — Dragoș, învățătorul de la școala din sat
- Constantin Lungeanu
- Dan Nicolae
- N.N. Matei
- Valeriu Popescu (menționat Doru Popescu)
- Neamțu Ottonel
- Constantin Rauțchi — țăranul Toader
- Boris Dunăreanu
- Eugenia Bosînceanu
- Nunuța Hodoș — baba Ioana
- Mircea Balaban
- Lulu Cruceanu
- Ileana Cernat
- Draga Olteanu — boieroaică prietenă cu Nadina
- Traian Stănescu
- Nicolae Praida - soldatul milos Ion
- Nicolae Pomoje
- Ion Henter — ministrul conservator
- Petre Gheorghiu-Goe
- Haralambie Polizu
- Aristide Teică — țăran
- Cornel Gîrbea — țăranul Ichim, vizitiul boierului Iuga
- Alexandru Lungu — fochistul de pe locomotivă
- Emil Bozdogescu
- Hamdi Cerchez
- Victoria Medeea
- Val Plătăreanu — secretarul ministrului
- Iancu Groza
- Traian Zecheru
- Titu Vedea
- Gheorghe Manole
- Teodor Berca
- Constantin Aronescu
- Iulian Necșulescu
- Minel Klepper
- Lica Gheorghiu — soția învățătorului Dragoș (secvențe eliminate la montaj)[1]

### Dublaj de voce
- Dana Comnea — Nadina[1]

## Premii
Filmul a obținut următoarele premii:
- Premiul „Opera Prima” la Festivalul internațional al filmului, Cannes - 1966;
- Premiul pentru regie la Festivalul național al filmului de la Mamaia - 1966

## Primire
Filmul a fost vizionat de 4.940.649 de spectatori în cinematografele din România, după cum atestă o situație a numărului de spectatori înregistrat de filmele românești de la data premierei și până la data de 31 decembrie 2014 alcătuită de Centrul Național al Cinematografiei.

## Legături externe
- Răscoala la Festivalul Internațional de Film de la Cannes Arhivat în 22 septembrie 2012, la Wayback Machine. din 1966.
- Răscoala la Internet Movie Database
- Răscoala (film) la CineMagia